# Idaea semilinea
Idaea semilinea är en fjärilsart som beskrevs av W. Warren 1896. Idaea semilinea ingår i släktet Idaea och familjen mätare. Inga underarter finns listade i Catalogue of Life.